# Yendi Phillips
Pour les articles homonymes, voir Yendi et Phillips.
Yendi Amira Phillips est un mannequin jamaïcain, née à Kingston le 8 septembre 1985. Elle a reçu sa distinction la plus importante en 2007 en étant sacrée Miss Jamaica World 2007.

## Biographie
En 2008, Yendi Phillips devient l'animatrice de l'émission Digicel Rising Stars.
En 2010, elle est la première dauphine de Miss Univers 2010, la meilleure place obtenue par une Jamaïcaine dans cette compétition jusqu'à aujourd'hui (2017),.
En décembre 2010, elle devient l'ambassadrice de la marque de télécommunications Digicel.
En janvier 2014, elle sort la vidéo de fitness In Dance Fitness Jamaica, with Yendi Phillips..
En juillet 2018, elle est baptisée et diffuse la vidéo de son baptême sur les réseaux sociaux,. Elle démarre l'émission Odyssey with Yendi en 2020, et se marie avec l'homme d'affaires Omar McFarlane en août 2022.